# おしゃべりクイズ疑問の館
『おしゃべりクイズ疑問の館』（おしゃべりクイズぎもんのやかた）は、NHKラジオ第1放送で放送されたクイズ番組である。

## 概要
この番組は一般的な正解数を競い表彰する形ではなく、館の主（司会者のアナウンサー）とゲストがクイズを答えつつそれにまつわるトークを楽しむ。レギュラーゲストの人数は2007年度までは男女2人ずつ4人、2008年度は男1人女2人の計3人、2009年度は男女1人ずつ2人であった。
テーマ曲はトレヴァー・ピノック「Suite in A Minor (1706): IV. Sarabande I - Sarabande II - Vénitienne」。

### 2008年度まで
大きく「ラウンジ」・「肖像の間」・「客間」の3つの部屋が用意される。
- ラウンジ（20時台前半）
毎回その季節やイベントに関連した話題を取り上げる。
- 肖像の間（20時台後半）
国内外を問わず歴史上の人物や話題の人物にスポットライトをあて、様々なエピソード（こぼれ話）をクイズのネタにする。コーナー終了後、「宿題」と称した聴取者向けのクイズを出題し（出題内容は最近の出来事から）、前回の正解者の一部も紹介する。
- 客間（21時台前半）
毎回電話でゲストを結び、日常生活の常識や伝統作法などを解説する。

### 2008年度以降
放送時間が50分に短縮されたため、21時台の「客間」を特化した形で、一つのテーマをじっくりと語り合うスタイルになる。その中でゲストが次々とクイズに答えていく。番組後半「YOUR VOICE」のコーナーでは番組が投げかけた質問に視聴者が答え、それについてのメールやハガキが紹介される。また、逆にリスナーから寄せられた質問・相談にゲストの専門家が答えるパターンもある。

## 放送時間
2000年3月27日開始。当初は毎週月曜日の20時5分ごろ - 21時25分（JST）ごろに放送（途中20時30分ごろから2分間、20時55分 - 21時05分ごろニュースによる中断がある）。2008年4月以後は火曜日に移動し、月の後半（第3・4・5週）の同時刻に放送。2009年度からは放送時間が短縮され、20時55分までの放送となっている。
末期の2010年4月からは『渋谷アニメランド』と隔週交代での放送（時間同じ）となった（但し、年末年始・夏季などの特番やスポーツ中継で休止となる日もある）。そして、2011年3月22日に番組終了。11年の放送に幕を閉じた。最終回は本来は「桜・お花見」がテーマの予定だったが、東北地方太平洋沖地震による社会的影響を考慮し、「日本の四季」をテーマにして内容を変更した。後番組は『渋谷スポーツカフェ』（毎週放送。これに付随して『渋谷アニメランド』は土曜日22時15分 - 22時55分に変更）。

## 館の主（司会）
- 葛西聖司（2000年度）
- 柿沼郭（2001年度、2002年度）
- 黒田あゆみ（現・渡邊あゆみ）（2003年度）
- 内多勝康（2004年度）
- 内藤啓史（2005年度 - 2008年度）
- 森下和哉（2009年度）
- 古谷敏郎（2010年度）

## レギュラーゲスト
2009年度は「おしゃべりパートナー」と呼ばれる。過去のレギュラーゲストも含めた一覧。
- タケカワユキヒデ（シンガーソングライター・作家）
- 森末慎二（タレント・元体操選手）
- 辰巳琢郎（俳優）
- 豊竹咲大夫（文楽義太夫）
- ヒサクニヒコ（イラストレーター）
- 北村英治（ジャズクラリネット奏者）
- 井崎脩五郎（競馬評論家） - 噂の!東京マガジン（TBS系）では中吊り評論家
- 松尾貴史（タレント・俳優）
- 大桃美代子（女優・テレビキャスター）
- 森口博子（女優）
- 安藤和津（エッセイスト）
- 松下トモ子（タレント）
- 大林素子（元バレーボール選手）
- 藤田弓子（女優）
- 和泉雅子（女優・冒険家）
- 平野文（声優・エッセイスト）
- 高見恭子（タレント）
- 神津カンナ（エッセイスト）
- 瀬戸カトリーヌ（女優） - 世界ふしぎ発見!（TBS系）ではミステリーハンター
- 田中雅美（スポーツコメンテーター）
- 深沢邦之（タレント）
- ジェームス三木（脚本家）
- 木原光知子（タレント・元水泳選手） - 2007年10月8日放送分が最後のマスメディア出演となった。
- 中西哲生（スポーツコメンテーター） - サンデーモーニング（TBS系）では今週のご意見番コーナーにてサッカー関連の批評をしている
- 魁三太郎（俳優） - ズームイン!!朝!（日本テレビ系）ではプロ野球いれこみ情報の横浜ベイスターズ関連の情報担当
- 宮下純一（スポーツコメンテーター）
- 須藤元気（作家・元格闘家）
- 室井佑月（作家）
- 赤井沙希（タレント）
- 岩崎ひろみ（女優）